# Anoutchino (kraï du Primorié)
Anoutchino  (en russe : Ану́чино) est un village et centre administratif du raïon d'Anoutchino dans le kraï du Primorié, en Extrême-Orient russe. Sa population s'élevait à 4 239 habitants au recensement de 2021.

## Géographie
Le village d'Anoutchino se trouve dans le kraï du Primorié, kraï du sud de l'Extrême-Orient en Russie asiatique. Faisant partie du district fédéral extrême-oriental, il se trouve à 130 km au nord-est de Vladivostok, la capitale du district et du kraï. Il fait partie du raïon d'Anoutchino, dans le centre-sud du kraï, et il en est le chef-lieu.
Concernant la géographie, Anoutchino  se trouve au Primorié, une région géographique allant de la rive sud de l'Amour au golfe de Pierre-le-Grand (région faisant partie par ailleurs partie de la Mandchourie-Extérieure, russe depuis 1860). Anoutchino , comme toute le kraï, est situé dans le fuseau horaire MSK+7 (heure de Vladivostok). Le décalage horaire appliqué par rapport au temps universel coordonné est +10:00. Il se trouve sur la rive gauche de la rivière Arsenievka.

## Histoire
Le village a été fondé en 1880.

## Démographie
Recensements (*) et estimations de la population,,,:
| 1897* | 1915 | 1926* | 1939* | 1959* | 1970* |
| ----- | ---- | ----- | ----- | ----- | ----- |
| 1 232 | 342  | 559   | 2 653 | 2 615 | 3 338 |

| 1979* | 1989* | 2002* | 2010* | 2021* | - |
| ----- | ----- | ----- | ----- | ----- | - |
| 4 260 | 5 364 | 4 772 | 4 462 | 4 239 | - |

## Transports
Anoutchino est desservie par la route régionale 05N-100, route qui relie Roudnaïa Pristan (à l'est) à la route fédérale A370 à la hauteur d'Ossinovka. La route A370 relie au nord Khabarovsk et au sud Vladivostok.